# Юберайзенбах
Юберайзенбах (нім. Übereisenbach) — громада в Німеччині, розташована в землі Рейнланд-Пфальц на кордоні з Люксембургом. Входить до складу району Бітбург-Прюм. Складова частина об'єднання громад Зюдайфель.
Площа — 2,39 км2. Населення становить 60 ос. (станом на 31 грудня 2020).

## Географічне розташування
Юберейзенбах розташований над Уром, навпроти Унтеррайзенбаха в Люксембурзі.

## Історія
Три села Обер-, Убер- та Унтеррайзенбах, які також мали загальну назву Айзенбах, до кінця 18 століття належали Герцогству Люксембург і входили до складу домініону Фалькенштайн.
У 1794 році французькі революційні війська окупували Австрійські Нідерланди, до яких належало Герцогство Люксембург, а в жовтні 1795 року анексували його. За часів французької адміністрації територія належала до кантону Віанден округу Дикірх, який входив до складу департаменту лісів
В результаті рішень, прийнятих на Віденському конгресі, колишня люксембурзька територія на схід від річок Зауер і Ур 1815 році відійшла до Королівства Пруссія. За прусської адміністрації Баулер потрапив під управління бургомістра Коксгаузена в районі Бітбурга, який був віднесений до адміністративного округу Трір.

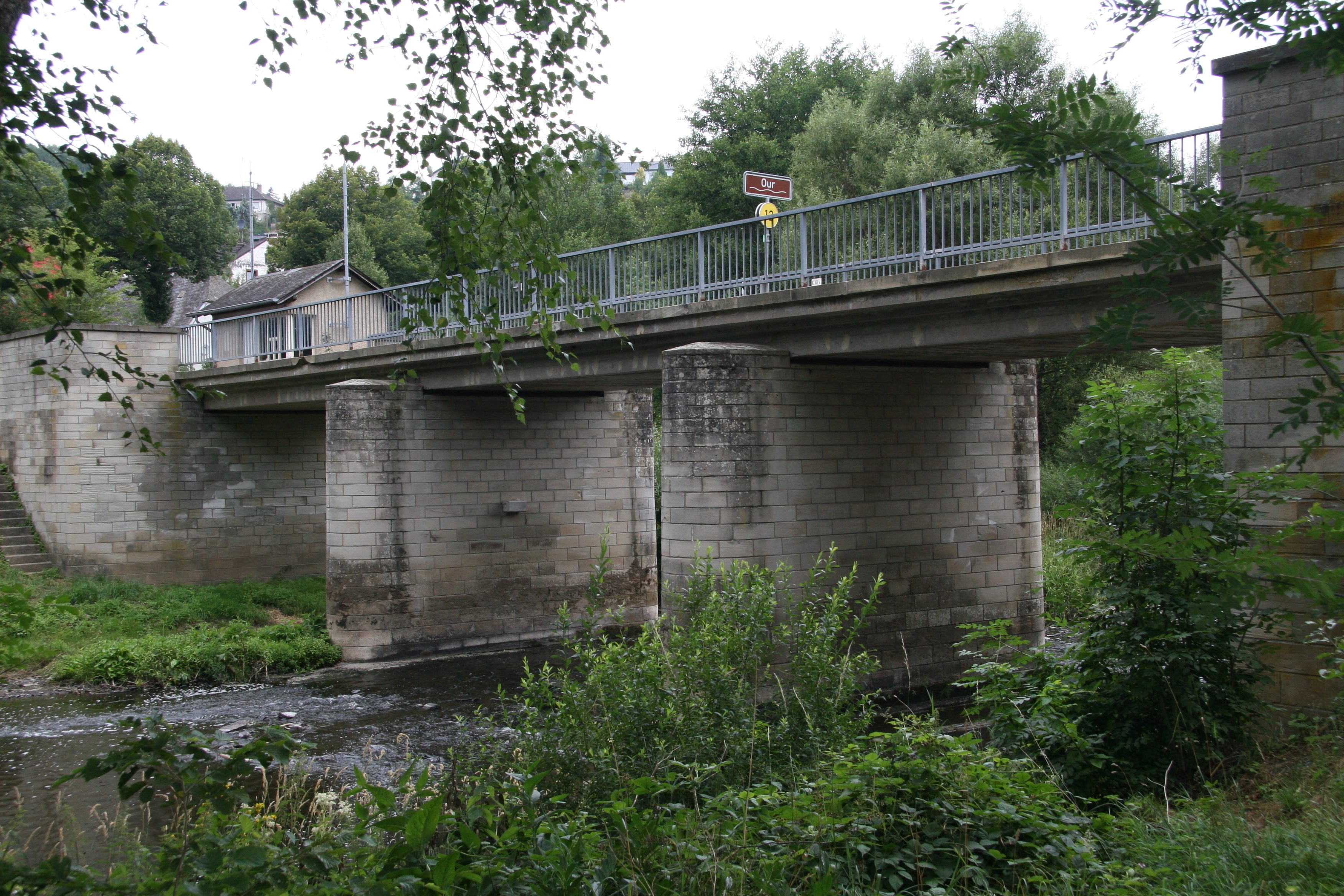
Люксембурзький міст Ейзенбаха

Села Унтер- і Оберейзенбах на захід від Орану увійшли до складу Великого Герцогства Люксембург. 
Міст слугує прикордонним переходом і сьогодні - після того, як перший міст 1878 року був зруйнований під час Другої світової війни, у 1956 році було збудовано новий міст.

### Демографічний розвиток

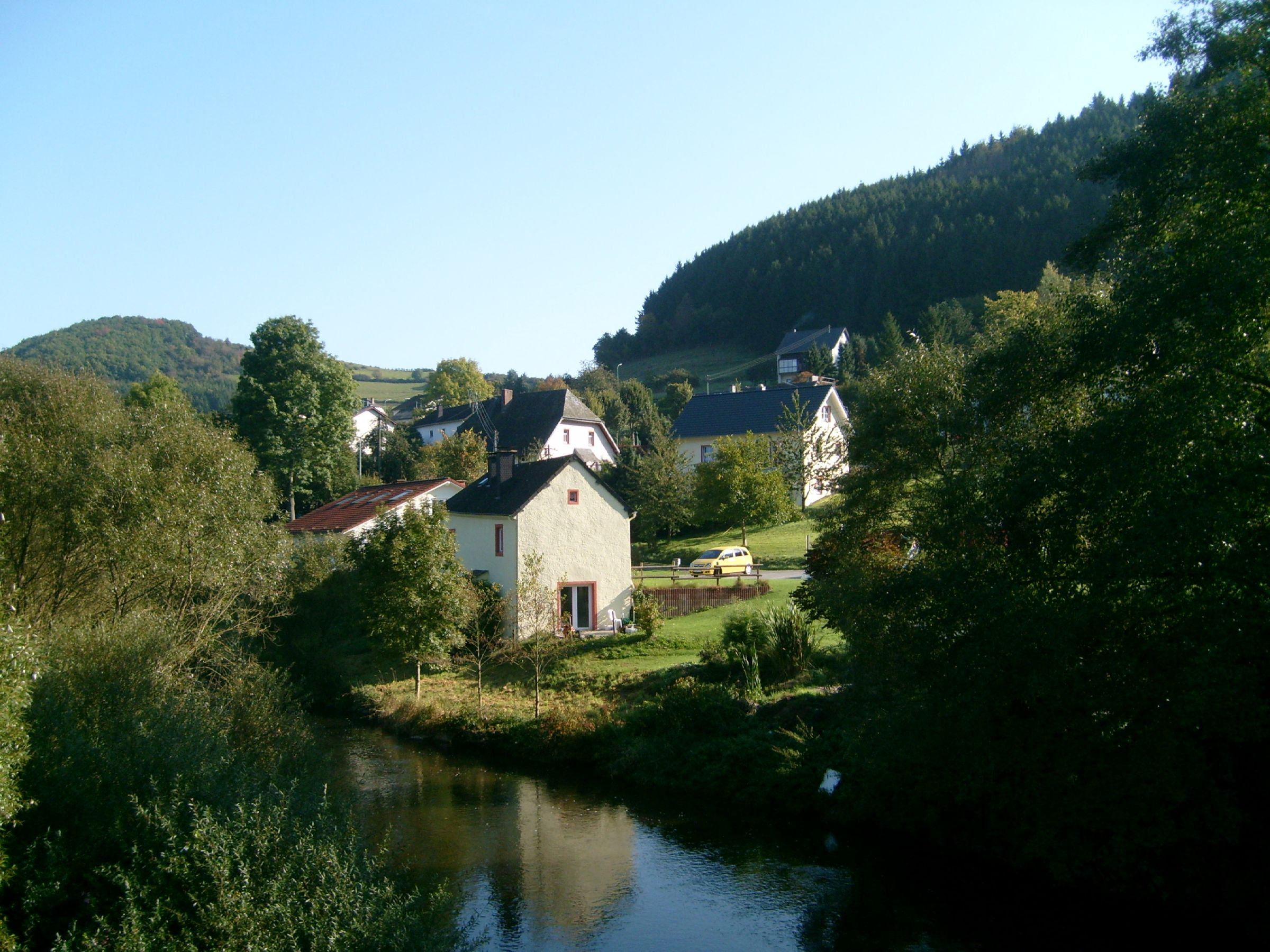
Юберайзенбах на рычцы Ур

Динаміка зміни населення Уберейзенбаха з 1871 по 1987 рік заснована на даних перепису населення:
| Рік  | Людей |
| ---- | ----- |
| 1815 | 96    |
| 1835 | 111   |
| 1871 | 96    |
| 1905 | 87    |
| 1939 | 316   |
| 1950 | 78    |
| 1961 | 65    |
| 1970 | 51    |
| 1987 | 48    |
| 1997 | 59    |
| 2005 | 51    |
| 2011 | 63    |
| 2017 | 60    |